# Еду Марангон
Еду Марангон (2. фебруар 1963) бивши је бразилски фудбалер.

## Каријера
Током каријере играо је за Торино, Сантос, Палмеирас и многе друге клубове.

## Репрезентација
За репрезентацију Бразила дебитовао је 1987. године. За национални тим одиграо је 9 утакмица и постигао 1 гол.

## Статистика
| Бразил | Бразил | Бразил |
| Год.   | Ута.   | Гол.   |
| ------ | ------ | ------ |
| 1987   | 8      | 1      |
| 1988   | 0      | 0      |
| 1989   | 0      | 0      |
| 1990   | 1      | 0      |
| Укупно | 9      | 1      |